# Natuurhistorisch Museum van Finland
Het Natuurhistorisch Museum van Finland (Fins: Luonnontieteellinen keskusmuseo, Zweeds: Naturhistoriska centralmuseet) is een onderzoeksinstituut en natuurhistorisch museum van de Universiteit van Helsinki.
Het museum is verdeeld over drie locaties, bekend als:
- Natuurhistorisch museum van Helsinki (het museum dat de zoölogische collectie van de universiteit toont)
- Botanische tuinen van de Universiteit van Helsinki, bestaande uit de oude botanische tuin in het Kaisaniemipark uit 1763 en de nieuwe tuin in Kumpala uit de jaren 70. De tuinen laten de botanische collectie van het museum zien.